# Edouard Duval-Carrié
Edouard Duval-Carrié (n. 1954 ) es un escultor y pintor de Haití. Nacido Port-au-Prince, su familia emigró a Puerto Rico cuando él era un niño durante el régimen de François Duvalier. Duval-Carrié estudió en la Université de Montréal y en la McGill University de Canadá antes de graduarse con un Bachelor of Arts en la Loyola College, Montreal en 1978. Más tarde fue alumno en la École nationale supérieure des beaux-arts de París, Francia, de 1988 a 1989.  residió en Francia durante algunos años y actualmente vive en Miami, Florida. 

"Yo no quiero regresar a Haití debido a la agitación política en ese país. Tengo dos hijos", explica.

En su lugar, reside entre la población inmigrante haitiana de Miami y mantiene los lazos culturales con su país de origen. Sus obras han sido expuestas en Europa y el continente americano.